# Geodena pringlei
Geodena pringlei är en fjärilsart som beskrevs av Robert H. Carcasson 1964. Geodena pringlei ingår i släktet Geodena och familjen mätare. Inga underarter finns listade i Catalogue of Life.